# 백엽상

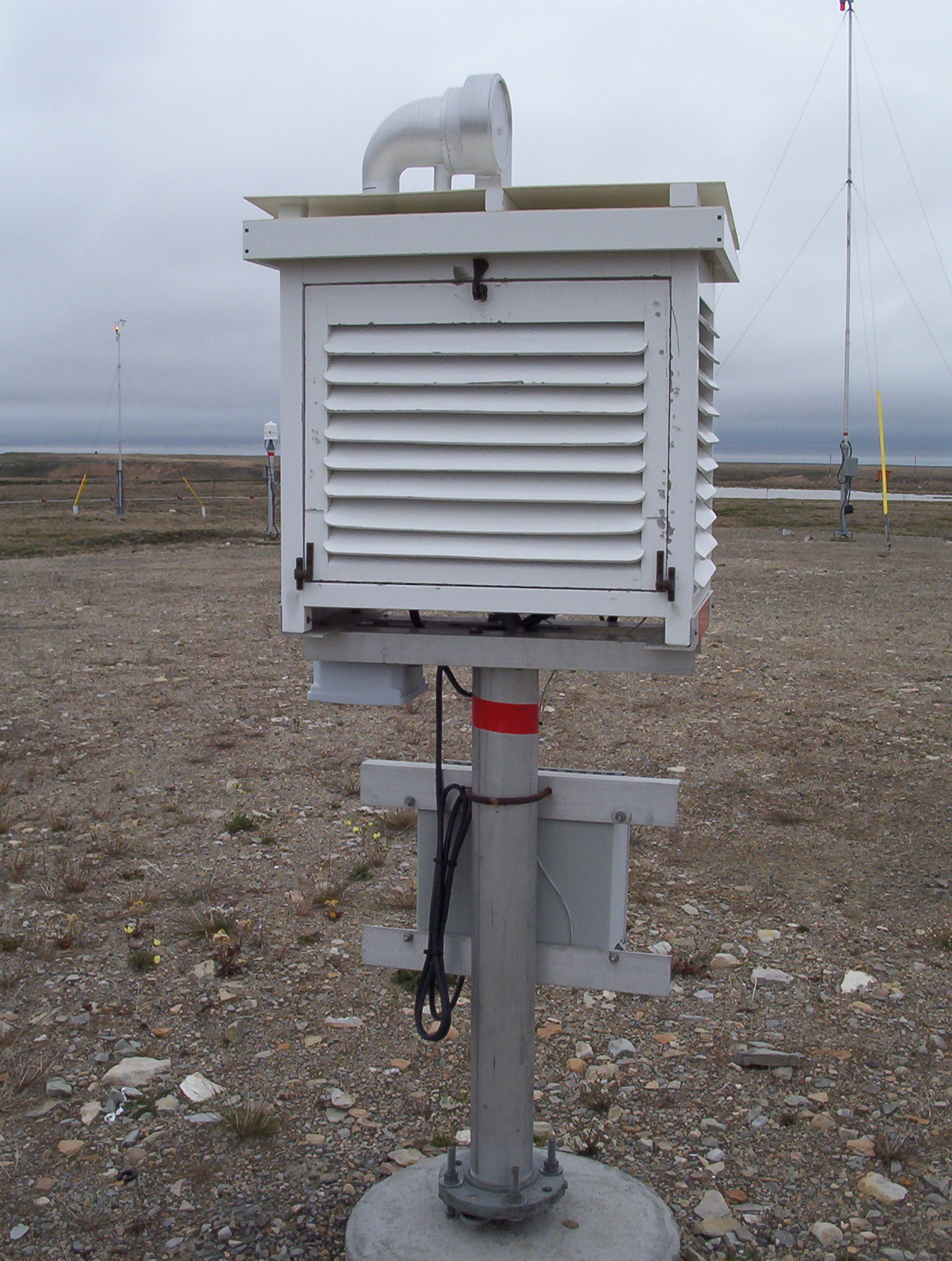
스티븐슨형 백엽상의 외부

백엽상(百葉箱, 영어: white-painted instrument shelter or Stevenson screen, 독일어: Thermometerhütte, 네덜란드어: Weerhut)은 기상학에서 각종 측정 도구를 눈비 및 지열을 비롯한 외부 열복사에 노출되지 않게 하기 위해 만드는 함이다. 상술한 장애물들을 피하면서, 공기는 통할 수 있게 만든다. 기상관측소의 표준장비 중 하나이다. 기온과 습도를 관측하는 측정기가 들어 있으며,  100여 개의 판자 조각을 안쪽과 바깥쪽의 두겹으로 조립해서 만들고, 하얀 페인트칠을 하였기 때문에 백엽상이라고 불린다. 주변에는 잔디를 심고, 밑면을 지상으로부터 1~1.5m 높이가 되도록 설치하여 태양열이 지면에 의해 다시 반사되는 영향을 적게 받도록 한다.

## 역사
19세기 중반 영국에서 시민 공학가였던 토머스 스티븐슨(Thomas Stevenson, 1818–1887)과 그의 아버지였던 로버트 루이스 스티븐슨에 의해 연구되기 시작했다. 스티븐슨의 개발 초기 1864년에 보고된 백엽상은 박스형이 아닌 사방이 이중으로 덮힌 판이었으며, 마루도 달려있지 않았다. 영국 내의 다른 차양막과 비교를 해가면서, 스티븐슨의 원래 설계는 수정되었다. 현재 볼 수 있는 상자형의 백엽상(스티븐슨 형 백엽상)이 사용되기 시작한 것은 1873년부터이다. 1884년 왕립 기상 학회 에드워드 몰리의 수정판에는 2중의 지붕과 비스듬한 널판지를 가진 바닥 그리고 이중격벽을 가지고 있었다. 이러한 설계가 영국 기성청으로부터 채택되어 최종적으로 캐나다와 같은 다른 나라에도 국가적인 적용이 이루어지기 시작했다. 전국적인 서비스는 미국 남부에서 단일 격벽을 설치한 자체적인 변종 서비스로 발전했다.
일본의 경우 1874년 7월에 내무성의 측량가가 영국에서 도입한 것이 시초이다. 처음에는 판렴(板簾)으로 번역되었다가 1886년에 제정 공포된 기상법에서 ‘백엽상’이라는 말을 처음 사용하였다. 전국의 초등학교 운동장에 설치되게 된 것은 1953년에 과학교육진흥법이 시행되면서부터 문부성의 장려로 설치되었다고 알려져 있지만, 제2차 세계 대전 전부터 초등학교 백엽상은 설치되어 있었으며, 기상 관측이 이루어지고 있었다.
오랫동안 기상 관측에 중요한 역할을 해 왔지만, 1993년 1월 일본 기상청은 자동 관측 기기의 보급에 따라 백엽상에서 관측을 폐지했다. 폐지 후 직원이 자원 봉사로 보수나 유지관리를 맡아 왔다. 그러나 노화가 진행됨에 따라 유지관리가 어려워졌고, 차례차례로 백엽상은 철폐되어 갔다. 초중학교에서는 백엽상을 설치하고 있는 학교는 여전히 많지만, 이쪽도 노후화가 진행됨에 따라 유지관리가 어려워졌고, 백엽상은 점점 철거되어 가고 있는 상황이다. 최근 젊은 교원 중에는 백엽상 자체를 모르는 사람도 늘고 있다.
2007년 현재 기상대 기상 관측 시스템 관측 지점은 지상 고도 1.5m의 팬이 있는 통풍통에 담긴 전기온도계(백금 저항 온도계), 전기식 습도계(정전 용량 습도계)에 의해 측정되고 있다. 이것들을 설치한 장소도 마찬가지로 노장(露場)으로 불린다.

## 규격

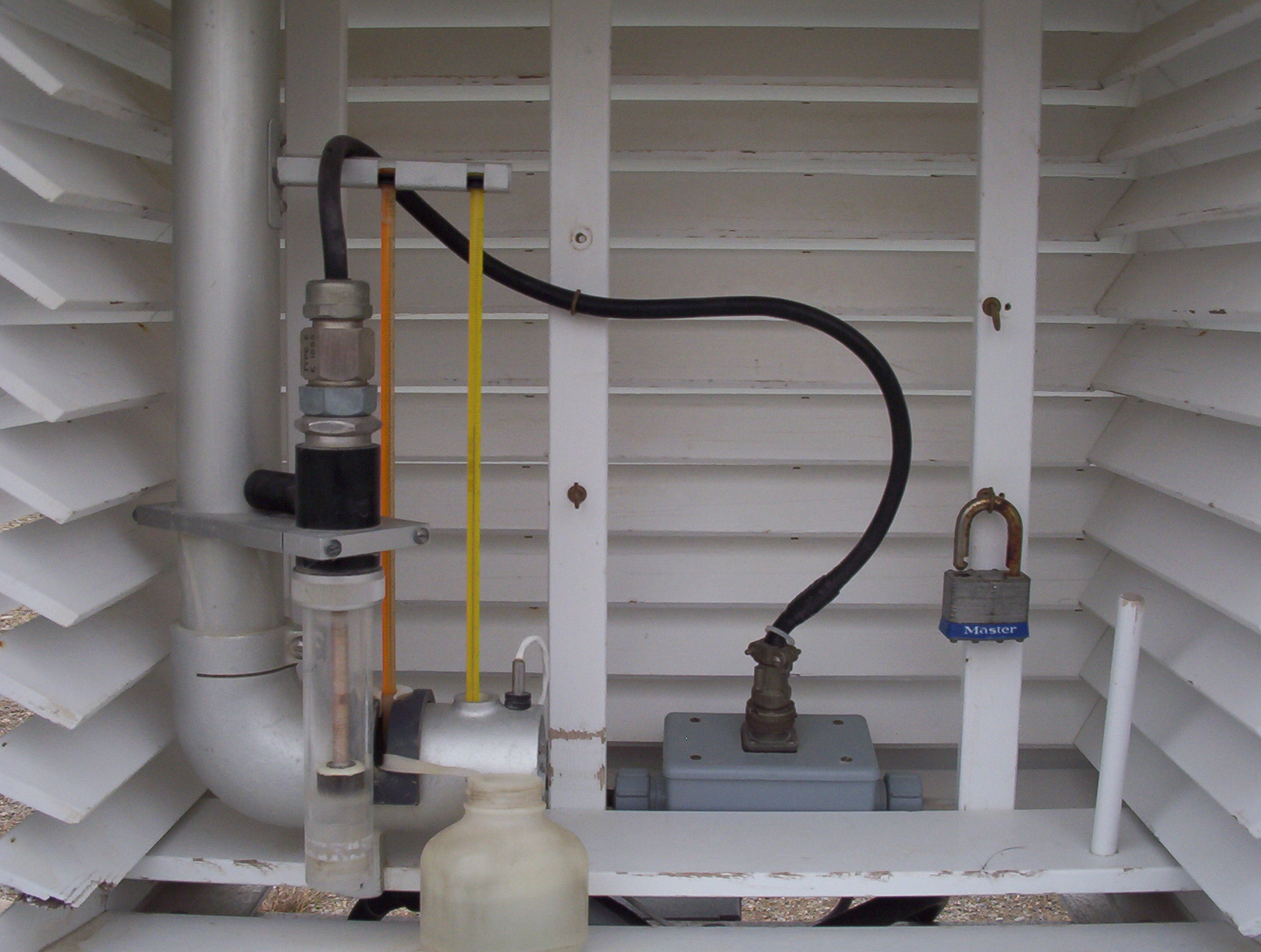
스티븐슨형 차양막의 내부

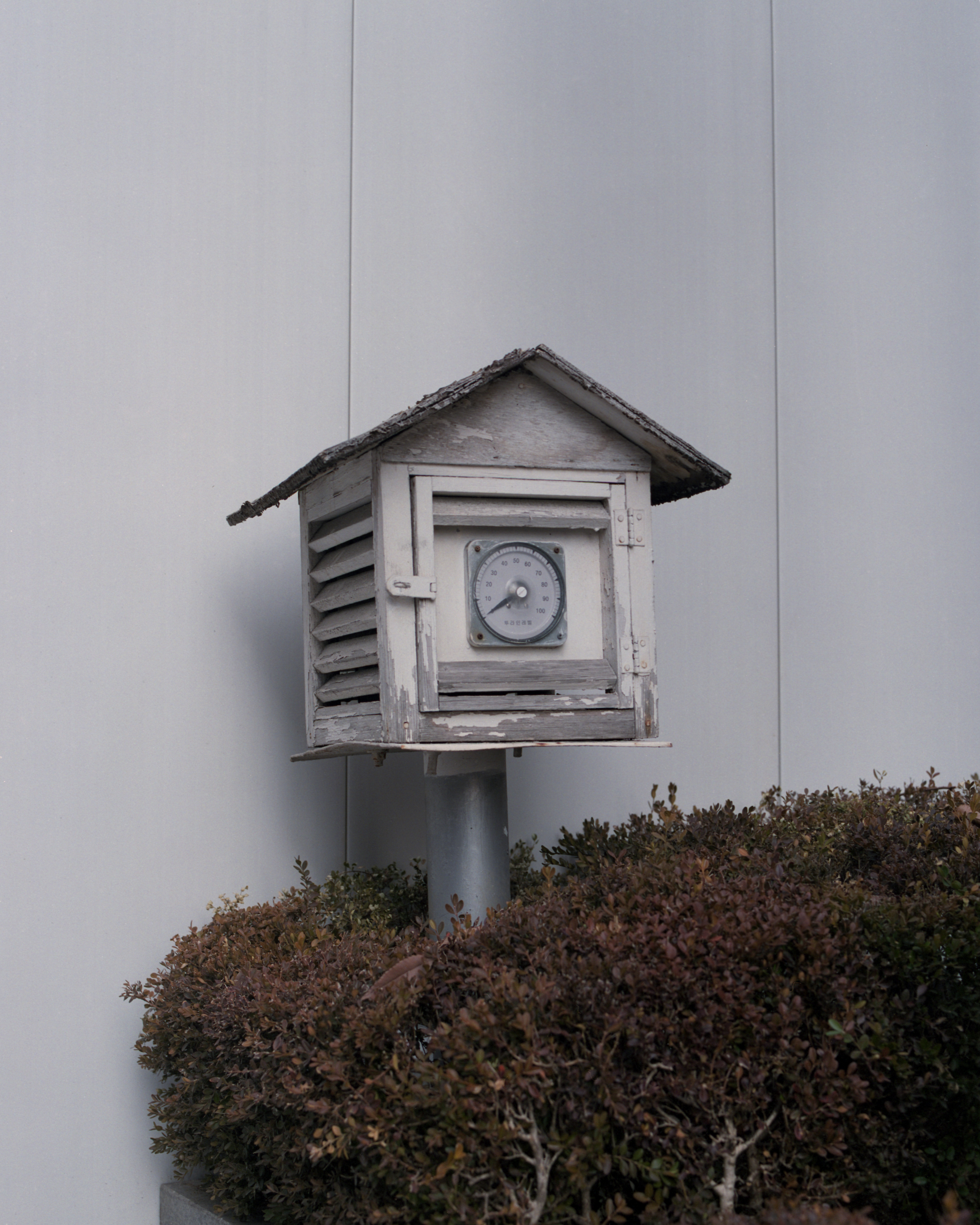
태양광을 피해 그늘에, 주로 잔디 위에 설치 된다.

전통적인 스티븐슨형 격벽은 상자형이었으며, 나무로 만들어져 있고, 이중 격벽을 가진 구조였다. 그러나 피라미드와 같은 다른 재료와 모양을 사용해서 만드는 것도 가능했다. 세계기상기구(WMO)는 온도계의 높이를 땅 위에서 1.25m ~ 2m 사이에 세우는 표준안에 동의를 했다.
보다 정확한 온도 측정을 위해 다음과 같은 조건을 충족해야 한다.
- 태양광을 반사하여 열을 속으로 가두지 않도록 흰색 페인트로 칠해져 있다.
- 열을 가운데로 전달하기 어렵게 하기 위해서 나무로 만들어져 있다.
- 바람 통기를 좋게 하고, 햇빛과 비의 침입을 방지하기 위해 폐쇄되어 있다.
- 직사광선이 연결되지 않도록 문은 북반구에서는 북쪽 방향으로, 남반구에서는 남향으로 설치되어 있다.
- 열반사를 방지하기 위해 잔디 등 흙 위에 설치되어 있다.
- 일반적으로 지상 1.2 ~ 1.5 m 높이에 설치한다. 세계기상기구의 규칙은 지상 1.25~2.0m 높이에서 측정하는 것으로되어 있다.

차양막의 내부 크기는 사용되는 기구에 따라 다를 수 있다. 단일 격벽은 76.5cm x 61cm x 59.3cm이고, 이중 격벽은  76.5cm x 105cm x 59.3cm이다. 여기에 금속이나 나무 다리 또는 나무 기둥으로 세울 수 있다.
지붕은 원래 공기가 드나들 수 있는 석면판으로 구성되어 있었다. 이러한 석면판들은 건강과 안전 상의 이유로 라미네이션 판으로 바뀌었다. 전체 판막은 태양광을 반사하기 위해 여러 코팅 물질을 가진 하얀색 페인트로 칠하며, 보통 2년마다 다시 칠해줘야 한다.